# Arco de Tito (Circo Máximo)
El menos conocido arco de Tito fue un arco triple erigido por el extremo oriental del Circo Máximo por el Senado en el año 81, en honor de Tito y su captura de Jerusalén en la primera guerra judeo-romana. Quedan pocos restos. La inscripción (CIL 6.944), citada por un monje suizo del siglo VIII conocido solo como el "Anónimo de Einsiedeln", deja claro que este fue el arco de triunfo de Tito. Fragmentos esculturales de un friso militar se han atribuido al arco.